# 李圳業
李圳業（Li Chun Yip，1981年9月18日—），是一名香港足球運動員，司職中場，曾經入選香港奧運隊及香港隊。

## 球員生涯
李圳業出身於香港甲組足球聯賽球隊快譯通，曾入選於香港奧運隊，參加過雅典奧運足球預賽，曾被譽為香港足球接班人。
快譯通於2001年退出後，李圳業加盟流浪，因表現出色翌年轉投愉園，並於2004年首次入選香港足球代表隊。2005年，李圳業亦曾經入選賀歲盃的香港聯賽選手隊參賽名單，惟之後因傷退隊。
2006年，轉投同屬左派球隊的公民，在季中嚴重受傷，球季結束後未獲續約。
李圳業遂於2007年夏天放棄職業球員生涯，轉職電訊盈科客戶服務部工作，工餘並為丙組（甲）聯賽球會電訊上陣。由於實力在丙組超班，兩個球季合共射入28球，其中在2007-08年度球季以19個入球，名列丙組（甲）聯賽射手榜第二位。
2009-10年度球季，愉園改組「青春班」，球隊總監鄺曉明邀請李圳業重返甲組，並且擔任球隊隊長一職。
愉園降班後，李圳業於2010-11年度轉投新界地區球隊和富大埔，並於頭三場比賽便取得四個入球，他於兩場「新界打吡戰」射入三球罰球，協助球隊分別以4－3擊敗天水圍飛馬與2－1擊敗屯門，取得兩連勝，被譽為港甲新一代罰球專家，教練張寶春亦稱讚李圳業表現超乎想像。
2014年1月7日，愉園體育會球員涉嫌「打假波」案，廉政公署在愉園操練之後，帶走在0：5大敗於晨曦一役中擔任隊長的李圳業協助調查。

## 外部連結
- 香港足球總會網頁球員註冊資料 （页面存档备份，存于）
- 愉園足球隊球員資料[永久]